# Zor e Mlouf contre 333
Zor e Mlouf contre 333 è una serie a fumetti creata da Jacques Kamb e sceneggiata da Jean Sanitas, pubblicata come storia dal 1965 al 1969 dal periodico per ragazzi Vaillant
Questa serie di Fantascienza umoristica, una delle prime del suo genere, presentava due personaggi grotteschi che combattevano contro il malvagio 333, il cui unico scopo era quello di diventare padrone nientemeno che dell'universo. 
Zor, l'uomo senza volto, è una creatura umanoide armata di una pistola a capacità variabile e di una fibbia da cintura che gli permette di comandare un esercito di robot al suo servizio. Il suo abito blu è ornato da una bellissima "Z" di Zorro. È accompagnato da Mlouf, la sua spalla, il cui corpo a forma di piede ha la stranissima caratteristica di poter assumere la forma di qualsiasi oggetto desideri: martello, pinza, guantone da boxe, ferro da stiro.
Il cattivissimo 333 è un essere piuttosto esile il cui corpo nero ed elastico è sormontato da un cervello cibernetico apribile che gli permette di dirigere la moltitudine di robot frutto della sua delirante immaginazione.
Questa serie "assurda" e fantasiosa è stata interrotta nel 1969 a causa di un cambiamento di formato del giornale Vailllant, con grande rammarico dei lettori. 

## Elenco episodi
1. Zor et Mlouf contre 333 (1965, storia da seguire in Vaillant dal n. 1062 al n. 1067)
2. Le secret de 333 (1965, storia da seguire in Vaillant dal n. 1068 al n. 1073)
3. Père Noël, (1966 Storia di 6 pagine, pubblicata su Vaillant n. 1078)
4. Station pôle 333 (1966, storia da seguire in Vaillant dal n. 1080 al n. 1082)
5. Planètoide 333 (1966, storia da seguire in Vaillant dal n. 1083 al n. 1085)
6. Les mlouferies de l’ami Mlouf (1966, gag di una pagina pubblicata su Vaillant n. 1078)
7. Roboville 333 (1966, storia da seguire in Vaillant dal n. 1098 al n. 1104)
8. Nautilus 333 (1966 Storia di 5 pagine, pubblicata su Vaillant n. 1101)
9. Altitude –333 (1966, storia da seguire in Vaillant dal n. 1105 al n. 1108)
10. L’aquarigolhomo 333 (1966, storia da seguire in Vaillant dal n. 1115 al n. 1122)
11. Le Noël de Zor et Mlouf : 333 sapins (1966 Storia di 7 pagine, pubblicata su Vaillant n. 1126)
12. Aglubullus 333 (1966, storia da seguire in Vaillant dal n. 1127 al n. 1149)
13. Le Xumucle (1967, storia da seguire in Vaillant dal n. 1150 al n. 1152 e dal n. 1154 al n. 1162)
14. Au pays des translucides (1967, storia da seguire in Vaillant dal n. 1163 al n. 1176)
15. 333 pères Noël (1967 Storia di 6 pagine, pubblicata su Vaillant n. 1178)
16. Captain 333 (1967, storia da seguire in Vaillant dal n. 1179 al n. 1188)
17. Mlouf aux J. O. (1968 Storia di 2 pagine, pubblicata in Vaillant n. 1186)
18. Xumuclion (1968, storia da seguire in Vaillant dal n. 1190 alo n. 1202)
19. Le bioborayon A. T. choum (1968, storia da seguire in Vaillant dal n. 1203 al n. 1212)
20. Au pays des chimères (1968, storia da seguire in Vaillant dal n. 1213 al n. 1221)
21. Transcosmos ZM 333 (1968, storia da seguire in Vaillant dal n. 1222 al n. 1235)

## Ripubblicazione
Le avventure di Zor e Mlouf contro il 333 sono state ripubblicate integralmente, in quattro volumi, dalla casa editrice Taupinambour nel 2007. 
- Tome 1: Cinq épisodes parus en 1965 et 1966: Zor et Mlouf contre 333, Le secret de 333, Station Pôle 333, Planétasphère 333, Roboville 333. Préface de Jean Sanitas et un article de Hervé Cultru.

- Tome 2: Quatre épisodes parus en 1966 et 1967: Altitude 333, Aquarigolhomo 333, 333 sapins, Aglubullus 333. Préface de Daniel Tesmoingt et Frédéric Maye .

- Tome 3: Quatre épisodes et deux pages de jeux de la série parus en 1967 et 1968: Le Xumucle, Au pays des translucides, 333, père Noël, Cap'tain 333, Spécial ZMX.

- Tome 4 Quatre épisodes parus en 1968 et 1969: Le Xumuclion, Le biolorayon a. t. choum, Au pays des chimères, Transcosmos ZM-333. Postface de François Corteggiani.